# Milan Orlowski
Milan Orlowski, född 7 september 1952 i Prag, Tjeckoslovakien, är en tjeckoslovakisk före detta bordtennisspelare och europamästare i singel, dubbel och mixed dubbel.
Han spelade sitt första VM 1969 och 16 år senare sitt sjätte och sista. 1985 när han spelade sin sista VM-turnering vann han sin enda VM-medalj, ett silver. Orlowski förlorade tillsammans med Jindřich Panský dubbelfinalen mot Mikael Appelgren och Ulf Carlsson från Sverige. 
Som ungdomsspelare vann han 6 guld i samtliga fyra discipliner. Som seniorspelare tog han 12 medaljer i bordtennis-EM, 3 guld, 4 silver och 5 brons.

## Meriter
- Bordtennis-VM
  - 1969 i München
    - 7:e plats med det tjeckoslovakiska laget

  - 1971 i Nagoya
    - kvartsfinal singel
    - 11:e plats med det tjeckoslovakiska laget

  - 1973 i Sarajevo
    - kvartsfinal singel
    - 5:e plats med det tjeckoslovakiska laget

  - 1975 i Calcutta
    - 4:e plats med det tjeckoslovakiska laget

  - 1977 i Birmingham
    - kvartsfinal dubbel (med Tibor Klampár)
    - kvartsfinal mixed dubbel
    - 6:e plats med det tjeckoslovakiska laget

  - 1979 i Pyongyang
    - 4:e plats med det tjeckoslovakiska laget

  - 1981 i Novi Sad
    - 4:e plats med det tjeckoslovakiska laget

  - 1983 i Tokyo
    - 10:e plats med det tjeckoslovakiska laget

  - 1985 i Göteborg
    - 2:a plats dubbel (med Jindřich Panský)
    - 7:e plats med det tjeckoslovakiska laget

- Bordtennis-EM
  - 1972 i Rotterdam
    - 3:e plats dubbel
    - 3:e plats mixed dubbel

  - 1974 i Novi Sad
    - 1:a plats singel
    - kvartsfinal dubbel
    - 2:a plats mixed dubbel (med Alice Grofova)

  - 1976 i Prag
    - 3:e plats singel
    - 2:a plats dubbel
    - 2:a plats mixed dubbel

  - 1978 i Duisburg
    - kvartsfinal singel
    - 1:a plats dubbel (med Gábor Gergely)

  - 1980 i Bern
    - 3:e plats dubbel
    - 1:a plats mixed dubbel (med Ilona Uhlíková)

  - 1982 i Budapest
    - 2:a plats med det tjeckoslovakiska laget

  - 1986 i Prag
    - kvartsfinal dubbel
    - 3:e plats mixed dubbel

- Europa Top 12
  - 1971 i Zadar: 8:e plats
  - 1972 i Zagreb: 8:e plats
  - 1973 i Boblingen: 5:e plats
  - 1974 i Trollhättan: 2:a plats
  - 1975 i Wien: 6:e plats
  - 1976 i Lybeck: 4:e plats
  - 1977 i Sarajevo: 1:a plats
  - 1978 i Prag: 2:a plats
  - 1981 i Miskolc: 8:e plats
  - 1982 i Nantes: 2:a plats
  - 1983 i Cleveland: 1:a plats
  - 1984 i Bratislava: 6:e plats